# الغزاوية (فلسطين)
الغزاوية قبيلة بدوية تقيم على ضفتي نهر جالود، قرية عربية تنسب إلى قبيلة الغزاوية، التي كانت تشكل مع عرب قبيلتي البشاتوة والصقور معظم سكان غور بيسان. وتتألف القرية من مضارب القبيلة وبيوتها (200 بيت) التي تمتد في مساحة واسعة من هذه المنطقة الهامة من أراضي غور بيسان بين نهر الأردن شرقاً ومدينة بيسان غرباً، وبين نهر جالود شمالاً وطريق بيسان – جسر الشيخ حسين على نهر الأردن جنوباً. ويبلغ انخفاضها ما بين 225م و275م دون مستوى سطح البحر. وقد استقر عرب الغزاوية في هذه المنطقة لأهميتها موقعها، وخصوبة أراضيها، وتوافر مياهها. وقد كانت المنطقة معمورة منذ القدم، وتدل على ذلك التلال الاثرية التي تضم أنقاضاً وأدوات من الفخار والحجارة، وبقايا معالم طريق رومانية. إلى الشرق من مدينة بيسان، وتبعد عنها 2 كم، تبلغ مساحة أراضيها 18,408 دونمًا، وتحيط بها أراضي قرى عرب البواطي وأم عجرة، ومسيل الجزل. قدر عدد سكانها عام 1931 (913) نسمة، وفي عام 1945 بلغوا (1640) نسمة، منهم 1020 عربياً و620 يهودياً. تحتوي القرية على العديد من المواقع والتلال الأثرية. قامت المنظمات ا لصهيونية المسلحة بهدم القرية وتشريد أهلها البالغ عددهم حوالي (1183) نسمة، وكان ذلك في 1948/05/20. ويبلغ مجموع اللاجئين من هذه القرية في عام 1998 حوالي (7266) نسمة. أنشئت على أراضي تابعة تقليدياً لقرية الغزاوية مستعمرات «معوز حييم» سنة 1937 و"نيفي إيتان [الإنجليزية]" سنة 1938.

## القرية اليوم
لم يبق أي دليل مادي على أن القرية كانت موجودة فعلاً. فقد سوّيت المنطقة كلها ومهّدت، وبات المستوطنون الإسرائيليون يستغلونها الآن في الزراعة.

## المغتصبات الصهيونية على اراضي القرية
يبدو أن أية مستعمرة إسرائيلية جديدة لم تُنشأ على أراضي القرية بعد سقوطها. لكن ثمة في المنطقة، التي كانت القرية تقع ضمنها، مستعمرات عدة يعود تاريخها إلى ما قبل سنة 1948. وأهم هذه المستعمرات مستعمرة معوز حييم [الإنجليزية] التي بنيت في سنة 1937، وتقع فوق تل على طريق تصل بين بيسان وجسر الشيخ حسين. وثمة مستعمرة أخرى هي نفي إيتان التي أُنشئت في سنة 1938. وقد بُنيت المستعمرتان كلتاهما على أراض كانت تقليدياً تابعة للقرية.